# Wiveliscombe
Wiveliscombe est une ville et une paroisse civile du Somerset, en Angleterre.

## Toponymie
Wiveliscombe est un nom d'origine vieil-anglaise. Il fait référence à une vallée (cumb) liée à un homme appelé *Wifel, à moins que le premier élément ne soit le substantif wifel « charançon ». Il est attesté pour la première fois sous la forme Wifelescumb en 854. Dans le Domesday Book, compilé en 1086, cette localité est appelée Wivelescome.

## Géographie
Wiveliscombe est une petite ville du Somerset, un comté du Sud-Ouest de l'Angleterre. Elle est située dans le sud-ouest de ce comté, dans le massif des Brendon Hills (en), à une quinzaine de kilomètres à l'ouest de la ville de Taunton.
Au Moyen Âge, Wiveliscombe relève du hundred de Kingsbury (en). Après l'abandon du système des hundreds, la ville est rattachée en 1894 au district rural de Wellington (en). Elle fait ensuite partie du district non métropolitain de Taunton Deane de 1974 à 2019, puis du district non métropolitain de Somerset West and Taunton de 2019 à 2023. Le Somerset constitue depuis une autorité unitaire.

## Histoire
La région de Wiveliscombe abrite plusieurs collines fortifiées de l'âge du fer : King's Castle (en) se trouve à 1 km au nord de la ville, Clatworthy Camp (en) à 5 km au nord-ouest et Elworthy Barrows (en) à 8 km au nord.
La première mention de la ville dans les sources écrites figure dans une charte du roi du Wessex Æthelwulf émise en 854. Le Domesday Book indique que le manoir de Wiveliscombe appartient à l'évêché de Wells, qui était déjà son propriétaire vingt ans auparavant, au moment de la conquête normande de l'Angleterre. En 1086, le village compte 27 habitants et sa valeur annuelle est estimée à 25 livres.

## Démographie
Au recensement de 2011, la paroisse civile de Wiveliscombe comptait 2 893 habitants.
| 1801  | 1811  | 1821  | 1831  | 1841  | 1851  | 1881  |
| ----- | ----- | ----- | ----- | ----- | ----- | ----- |
| 2 571 | 2 550 | 2 791 | 3 047 | 2 984 | 2 861 | 2 612 |

| 1891  | 1901  | 1911  | 1921  | 1931  | 1951  | 1961  |
| ----- | ----- | ----- | ----- | ----- | ----- | ----- |
| 2 246 | 1 417 | 1 316 | 1 255 | 1 262 | 1 218 | 1 141 |

| 1971 | 1981 | 1991 | 2001 | 2011  | - | - |
| ---- | ---- | ---- | ---- | ----- | - | - |
| ?    | ?    | ?    | ?    | 2 893 | - | - |

## Culture locale et patrimoine

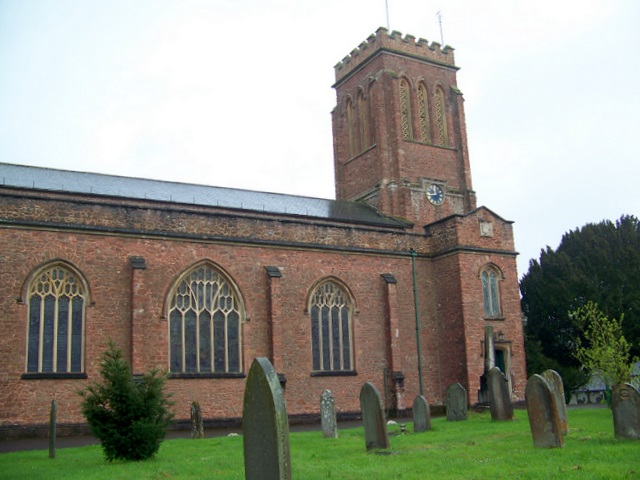
L'.

L'église paroissiale de Wiveliscombe (en) est dédiée à saint André. Ce bâtiment de style néogothique perpendiculaire est construit entre 1827 et 1829 par l'architecte Richard Carver sur le site de l'ancienne église médiévale de la ville. Il subsiste principalement de cette dernière des fonts baptismaux du XIVe siècle. L'église constitue un monument classé de grade II* depuis 1956.